# Trofeo Ramón de Carranza 2016
El Trofeo Ramón de Carranza 2016 fue la  LXII edición  del torneo patrocinado por la LFP World Challenge. Los encuentros se disputaron del 12 de agosto al 13 de agosto en el Estadio Ramón de Carranza, en esta ocasión participaron el Cádiz C. F., Atlético de Madrid, Málaga C. F. y All Stars Nigeria; las semifinales el 12 de agosto y el 13 de agosto se disputó el tercer lugar y la final.

## Cuadro
|  | Semifinales          | Semifinales          |   |                    | Final                | Final                |  |
|  | 12 de agosto de 2016 | 12 de agosto de 2016 |   |                    | 13 de agosto de 2016 | 13 de agosto de 2016 |  |
|  |                      |                      |   |                    |                      |                      |  |
|  |                      |                      |   |                    |                      |                      |  |
|  | Cádiz C. F. (p.)     | 1 (3)                |   |                    |                      |                      |  |
|  | Atlético de Madrid   | 1 (2)                |   |                    |                      |                      |  |
|  |                      |                      |   |                    |                      |                      |  |
|  |                      |                      |   |                    |                      |                      |  |
|  |                      |                      |   |                    | Cádiz C. F.          | 1                    |  |
|  |                      | Málaga C. F.         | 2 |                    |                      |                      |  |
|  |                      |                      |   |                    |                      |                      |  |
|  |                      |                      |   |                    |                      |                      |  |
|  |                      |                      |   |                    | Tercer puesto        |                      |  |
|  |                      |                      |   |                    |                      |                      |  |
|  | Málaga C. F.         | 4                    |   | Atlético de Madrid | 2                    |                      |  |
|  | All Stars Nigeria    | 1                    |   |                    | All Stars Nigeria    | 1                    |  |

## Semifinales
| 12 de agosto de 2016, 18:30 | Cádiz C. F.                        | 1:1 (0:1) (3:2 p.)         | Atlético de Madrid                          | Estadio Ramón de Carranza, Cádiz                                        |                                                                         |
|                             | - Sánchez 90'                      | Reporte                    | - 13' Carrasco                              | Asistencia: 7,835 espectadores Árbitro(s): Pérez Montero Retransmisión: | Asistencia: 7,835 espectadores Árbitro(s): Pérez Montero Retransmisión: |
|                             |                                    | Tiros desde el punto penal |                                             |                                                                         |                                                                         |
|                             | - Gómez - Ortuño - Aitor - Sánchez |                            | - Torres - Gabi - Saúl - Carrasco - Giménez |                                                                         |                                                                         |

| 12 de agosto de 2016, 21:30 | Málaga C. F.                                      | 4:1 (2:1) | All Stars Nigeria     | Estadio Ramón de Carranza, Cádiz           |                                            |
|                             | - Kuzmanović 22' - Sandro 37' 46' - En-Nesyri 89' | Reporte   | - 30' (a.g.) Llorente | Árbitro(s): Munuera Montero Retransmisión: | Árbitro(s): Munuera Montero Retransmisión: |

## Tercer puesto
| 13 de agosto de 2016, 18:30 | Atlético de Madrid       | 2:1 (1:0) | All Stars Nigeria | Estadio Ramón de Carranza, Cádiz       |                                        |
|                             | - Gaitán 34' - Godín 90' | Reporte   | - 86' Bolokale    | Árbitro(s): Peña Varela Retransmisión: | Árbitro(s): Peña Varela Retransmisión: |

## Final
| 13    | Guardameta     | Jesús Fernández   |     |
| 2     | Defensa        | Javier Carpio     |     |
| 4     | Defensa        | Aridane Hernández |     |
| 21    | Defensa        | Migue González    |     |
| 22    | Defensa        | Juanjo García     |     |
| 5     | Centrocampista | Jon Ander Garrido | 71' |
| 11    | Centrocampista | Álvaro García     | 71' |
| 12    | Centrocampista | Alberto Quintana  | 80' |
| 23    | Centrocampista | Abel Gómez        | 46' |
| 26    | Centrocampista | Nico Hidalgo      | 46' |
| 16    | Delantero      | Alfredo Ortuño    | 80' |
| D. T. | D. T.          | Álvaro Cervera    |     |

| 27    | Guardameta     | Aarón Escandell  |     |
| 2     | Defensa        | Bakary Koné      |     |
| 4     | Defensa        | Mikel Villanueva |     |
| 23    | Defensa        | Miguel Torres    |     |
| 7     | Defensa        | Juankar          |     |
| 10    | Centrocampista | Juanpi           | 67' |
| 11    | Centrocampista | Chory Castro     | 67' |
| 14    | Centrocampista | Recio            | 76' |
| 17    | Centrocampista | Duda             |     |
| 8     | Delantero      | Michael Santos   | 46' |
| 9     | Delantero      | Charles          | 77' |
| D. T. | D. T.          | Juande Ramos     |     |

| 18 | Delantero      | Gorka Santamaría  | 46' |
| 15 | Centrocampista | Aitor García      | 46' |
| 7  | Centrocampista | Salvi Sánchez     | 71' |
| 27 | Centrocampista | Rafidine Abdullah | 71' |
| 30 | Centrocampista | Juampe            | 80' |
| 9  | Delantero      | Dani Güiza        | 80' |

| 31 | Centrocampista | Pablo Fornals | 46' |
| 21 | Centrocampista | Jony          | 67' |
| 26 | Delantero      | En-Nesyri     | 67' |
| 22 | Centrocampista | Kuzmanović    | 76' |
| 28 | Delantero      | Kuki Zalazar  | 77' |

| 87' | Aitor | 1:2 |

| 50' · 74' | Charles En-Nesyri | 0:1 0:2 |

| 17' | Michael Santos |

| Principal  | Carlos Clos Gómez        |
| Asistentes | Javier Aguilar Rodríguez |
|            | Roberto Alonso Fernández |
| Cuarto     | Jesús Benjumea Álvarez   |

|  |                    |     |     |
|  | Tiros              | 6   | 8   |
|  | Tiros a puerta     | 3   | 2   |
|  | Faltas             | 12  | 14  |
|  | Saques de esquina  | 1   | 10  |
|  | Penaltis           | 0   | 1   |
|  | Fueras de juego    | 1   | 2   |
|  | Posesión del balón | 39% | 61% |

| 13    | Guardameta     | Jesús Fernández   |     |
| 2     | Defensa        | Javier Carpio     |     |
| 4     | Defensa        | Aridane Hernández |     |
| 21    | Defensa        | Migue González    |     |
| 22    | Defensa        | Juanjo García     |     |
| 5     | Centrocampista | Jon Ander Garrido | 71' |
| 11    | Centrocampista | Álvaro García     | 71' |
| 12    | Centrocampista | Alberto Quintana  | 80' |
| 23    | Centrocampista | Abel Gómez        | 46' |
| 26    | Centrocampista | Nico Hidalgo      | 46' |
| 16    | Delantero      | Alfredo Ortuño    | 80' |
| D. T. | D. T.          | Álvaro Cervera    |     |

| 27    | Guardameta     | Aarón Escandell  |     |
| 2     | Defensa        | Bakary Koné      |     |
| 4     | Defensa        | Mikel Villanueva |     |
| 23    | Defensa        | Miguel Torres    |     |
| 7     | Defensa        | Juankar          |     |
| 10    | Centrocampista | Juanpi           | 67' |
| 11    | Centrocampista | Chory Castro     | 67' |
| 14    | Centrocampista | Recio            | 76' |
| 17    | Centrocampista | Duda             |     |
| 8     | Delantero      | Michael Santos   | 46' |
| 9     | Delantero      | Charles          | 77' |
| D. T. | D. T.          | Juande Ramos     |     |

| 18 | Delantero      | Gorka Santamaría  | 46' |
| 15 | Centrocampista | Aitor García      | 46' |
| 7  | Centrocampista | Salvi Sánchez     | 71' |
| 27 | Centrocampista | Rafidine Abdullah | 71' |
| 30 | Centrocampista | Juampe            | 80' |
| 9  | Delantero      | Dani Güiza        | 80' |

| 31 | Centrocampista | Pablo Fornals | 46' |
| 21 | Centrocampista | Jony          | 67' |
| 26 | Delantero      | En-Nesyri     | 67' |
| 22 | Centrocampista | Kuzmanović    | 76' |
| 28 | Delantero      | Kuki Zalazar  | 77' |

| 87' | Aitor | 1:2 |

| 50' · 74' | Charles En-Nesyri | 0:1 0:2 |

| 17' | Michael Santos |

| Principal  | Carlos Clos Gómez        |
| Asistentes | Javier Aguilar Rodríguez |
|            | Roberto Alonso Fernández |
| Cuarto     | Jesús Benjumea Álvarez   |

|  |                    |     |     |
|  | Tiros              | 6   | 8   |
|  | Tiros a puerta     | 3   | 2   |
|  | Faltas             | 12  | 14  |
|  | Saques de esquina  | 1   | 10  |
|  | Penaltis           | 0   | 1   |
|  | Fueras de juego    | 1   | 2   |
|  | Posesión del balón | 39% | 61% |

| 13    | Guardameta     | Jesús Fernández   |     |
| 2     | Defensa        | Javier Carpio     |     |
| 4     | Defensa        | Aridane Hernández |     |
| 21    | Defensa        | Migue González    |     |
| 22    | Defensa        | Juanjo García     |     |
| 5     | Centrocampista | Jon Ander Garrido | 71' |
| 11    | Centrocampista | Álvaro García     | 71' |
| 12    | Centrocampista | Alberto Quintana  | 80' |
| 23    | Centrocampista | Abel Gómez        | 46' |
| 26    | Centrocampista | Nico Hidalgo      | 46' |
| 16    | Delantero      | Alfredo Ortuño    | 80' |
| D. T. | D. T.          | Álvaro Cervera    |     |

| 27    | Guardameta     | Aarón Escandell  |     |
| 2     | Defensa        | Bakary Koné      |     |
| 4     | Defensa        | Mikel Villanueva |     |
| 23    | Defensa        | Miguel Torres    |     |
| 7     | Defensa        | Juankar          |     |
| 10    | Centrocampista | Juanpi           | 67' |
| 11    | Centrocampista | Chory Castro     | 67' |
| 14    | Centrocampista | Recio            | 76' |
| 17    | Centrocampista | Duda             |     |
| 8     | Delantero      | Michael Santos   | 46' |
| 9     | Delantero      | Charles          | 77' |
| D. T. | D. T.          | Juande Ramos     |     |

| 18 | Delantero      | Gorka Santamaría  | 46' |
| 15 | Centrocampista | Aitor García      | 46' |
| 7  | Centrocampista | Salvi Sánchez     | 71' |
| 27 | Centrocampista | Rafidine Abdullah | 71' |
| 30 | Centrocampista | Juampe            | 80' |
| 9  | Delantero      | Dani Güiza        | 80' |

| 31 | Centrocampista | Pablo Fornals | 46' |
| 21 | Centrocampista | Jony          | 67' |
| 26 | Delantero      | En-Nesyri     | 67' |
| 22 | Centrocampista | Kuzmanović    | 76' |
| 28 | Delantero      | Kuki Zalazar  | 77' |

| 87' | Aitor | 1:2 |

| 50' · 74' | Charles En-Nesyri | 0:1 0:2 |

| 17' | Michael Santos |

| Principal  | Carlos Clos Gómez        |
| Asistentes | Javier Aguilar Rodríguez |
|            | Roberto Alonso Fernández |
| Cuarto     | Jesús Benjumea Álvarez   |

|  |                    |     |     |
|  | Tiros              | 6   | 8   |
|  | Tiros a puerta     | 3   | 2   |
|  | Faltas             | 12  | 14  |
|  | Saques de esquina  | 1   | 10  |
|  | Penaltis           | 0   | 1   |
|  | Fueras de juego    | 1   | 2   |
|  | Posesión del balón | 39% | 61% |

| 13    | Guardameta     | Jesús Fernández   |     |
| 2     | Defensa        | Javier Carpio     |     |
| 4     | Defensa        | Aridane Hernández |     |
| 21    | Defensa        | Migue González    |     |
| 22    | Defensa        | Juanjo García     |     |
| 5     | Centrocampista | Jon Ander Garrido | 71' |
| 11    | Centrocampista | Álvaro García     | 71' |
| 12    | Centrocampista | Alberto Quintana  | 80' |
| 23    | Centrocampista | Abel Gómez        | 46' |
| 26    | Centrocampista | Nico Hidalgo      | 46' |
| 16    | Delantero      | Alfredo Ortuño    | 80' |
| D. T. | D. T.          | Álvaro Cervera    |     |

| 27    | Guardameta     | Aarón Escandell  |     |
| 2     | Defensa        | Bakary Koné      |     |
| 4     | Defensa        | Mikel Villanueva |     |
| 23    | Defensa        | Miguel Torres    |     |
| 7     | Defensa        | Juankar          |     |
| 10    | Centrocampista | Juanpi           | 67' |
| 11    | Centrocampista | Chory Castro     | 67' |
| 14    | Centrocampista | Recio            | 76' |
| 17    | Centrocampista | Duda             |     |
| 8     | Delantero      | Michael Santos   | 46' |
| 9     | Delantero      | Charles          | 77' |
| D. T. | D. T.          | Juande Ramos     |     |

| 18 | Delantero      | Gorka Santamaría  | 46' |
| 15 | Centrocampista | Aitor García      | 46' |
| 7  | Centrocampista | Salvi Sánchez     | 71' |
| 27 | Centrocampista | Rafidine Abdullah | 71' |
| 30 | Centrocampista | Juampe            | 80' |
| 9  | Delantero      | Dani Güiza        | 80' |

| 31 | Centrocampista | Pablo Fornals | 46' |
| 21 | Centrocampista | Jony          | 67' |
| 26 | Delantero      | En-Nesyri     | 67' |
| 22 | Centrocampista | Kuzmanović    | 76' |
| 28 | Delantero      | Kuki Zalazar  | 77' |

| 87' | Aitor | 1:2 |

| 50' · 74' | Charles En-Nesyri | 0:1 0:2 |

| 17' | Michael Santos |

| Principal  | Carlos Clos Gómez        |
| Asistentes | Javier Aguilar Rodríguez |
|            | Roberto Alonso Fernández |
| Cuarto     | Jesús Benjumea Álvarez   |

|  |                    |     |     |
|  | Tiros              | 6   | 8   |
|  | Tiros a puerta     | 3   | 2   |
|  | Faltas             | 12  | 14  |
|  | Saques de esquina  | 1   | 10  |
|  | Penaltis           | 0   | 1   |
|  | Fueras de juego    | 1   | 2   |
|  | Posesión del balón | 39% | 61% |

| Bandera de España             |
| Campeón Málaga CF 1.er título |